# Adam Styka
Adam Styka, né le 7 avril 1890 à Kielce et mort le 23 septembre 1959 à New York, est un peintre orientaliste polonais, naturalisé français.

## Biographie
Adam Styka est le fils du peintre Jan Styka (1858-1925), qui lui donne ses premières leçons de dessin et de peinture et qui influence son style, et le frère du portraitiste Tadeusz Styka (1889-1954), dit Tadé. Il abandonne volontiers la demeure familiale de Garches — dite villa Tadé — pour parcourir le monde oriental.
Adam Styka poursuit ses études au collège jésuite de Chyrow. Il étudie à Paris à l'École des beaux-arts de Paris de 1908 à 1912 dans l'atelier de Fernand Cormon (1845-1924). Il suit également une formation militaire à Fontainebleau. Le déclenchement de la Première Guerre mondiale le surprend à Paris. Il s'engage dans l'artillerie de l'Armée française et se distingue au combat tout en étant blessé. Il reçoit la citoyenneté française.
Adam Styka effectue plusieurs voyages en Afrique du Nord, en Tunisie et en Algérie qui le dirige vers l'orientalisme. Durant cette période féconde, il peint des paysages de ces régions et des portraits d'Arabes, de Berbères et des scènes de genre orientalistes. Sa palette devient éclatante sous le soleil d'Afrique du Nord. Il est surnommé le « peintre du Soleil ». Par la suite, Styka séjourne au Maroc et en Égypte. Il quitte la France dans les années 1950 pour s'installer en Pennsylvanie. Il prend souvent comme thème la vie des cow-boys.
À la  fin de sa vie, il s'intéresse à des thèmes religieux comme le fit son père. Nombre de ses toiles sont conservées dans des églises d'Europe et d'Amérique du Nord.
Il a exposé à Paris, notamment à la galerie Gérard frères de la rue de la Boëtie, au Salon de Paris, en Europe et aux États-Unis.
Il est enterré au cimetière des Pères paulins de Doylestown aux États-Unis.

## Œuvres référencées
- Départ du campement ou La traversée du fleuve, huile sur toile, 89,5 × 146,5 cm, localisation inconnue[1].

## Illustration
- Azyadé de Pierre Loti.